# Colonia y Protectorado de Kenia
La Colonia y Protectorado de Kenia formó parte del Imperio británico en África desde 1920 hasta 1963. Se estableció cuando el antiguo Protectorado de África Oriental se transformó en una colonia de la Corona británica en 1920. Técnicamente, la "Colonia de Kenia" se refería a las tierras del interior, mientras que una franja costera de 16 km (nominalmente arrendada por el Sultán de Zanzíbar) era el "Protectorado de Kenia" pero las dos estaban controladas como una sola unidad administrativa. La colonia llegó a su fin en 1963, cuando se eligió por primera vez a un gobierno de mayoría negra y finalmente se declaró su independencia como Kenia.
La Colonia y Protectorado de Kenia se estableció el 11 de junio de 1920, cuando los territorios del antiguo Protectorado de África Oriental (excepto aquellas partes de ese protectorado sobre las cuales tenía soberanía el sultán de Zanzíbar) fueron anexados por Gran Bretaña. El protectorado de Kenia se estableció el 13 de agosto de 1920 cuando los territorios del antiguo Protectorado de África Oriental que no fueron anexados por Gran Bretaña se establecieron como un protectorado británico. Este fue gobernado como parte de la colonia de Kenia en virtud de un acuerdo entre el Reino Unido y el sultán del 14 de diciembre de 1895.
En la década de 1920, los nativos se opusieron a la reserva de White Highlands para los europeos, especialmente los veteranos de guerra británicos. El resentimiento creció entre los nativos y los europeos. La población en 1921 se estimó en 2 376 000, de los cuales 9 651 eran europeos, 22 822 indios y 10 102 árabes. Mombasa, la ciudad más grande en 1921, tenía una población de 32 000 en ese momento.
La colonia y el protectorado llegaron a su fin el 12 de diciembre de 1963. El Reino Unido cedió la soberanía sobre la colonia de Kenia y, en virtud de un acuerdo fechado el 8 de octubre de 1963, el sultán estuvo de acuerdo en que, simultáneamente con la independencia de Kenia, el sultán cesaría su soberanía sobre el protectorado de Kenia. De esta manera, Kenia se convirtió en un país independiente bajo la Ley de Independencia de Kenia de 1963, que estableció el "Dominio de Kenia", con la reina Isabel II como jefe de Estado. Mzee Jomo Kenyatta fue el primer ministro. Jaramogi Oginga Odinga fue nombrado primer vicepresidente de Kenyatta. El 26 de mayo de 1963, Kenia tuvo sus primeras elecciones y se introdujo una nueva bandera roja, verde y negra. Exactamente 12 meses después, el 12 de diciembre de 1964, Kenia se convirtió en una república con el nombre de "República de Kenia".

## Repercusión histórica
Una corte de Londres declaró que tres keniatas habían sido castrados y torturados por fuerzas británicas y aliadas keniatas durante la década de 1950, en el contexto de la colonización británica en el país. Después de este dictamen el Estado británico llegó a un acuerdo de compensación por varios millones de libras esterlinas. En 2013 el gobierno británico reconoció torturas a cientos de personas en Kenia, pidiendo disculpas públicas.
En 2022 un grupo de keniatas demandó en el Tribunal Europeo de Derechos Humanos al gobierno británico por robo de tierras, tortura y maltrato durante la colonización británica.